# Leptodermis lecomtei
Leptodermis lecomtei är en måreväxtart som beskrevs av Charles-Joseph Marie Pitard. Leptodermis lecomtei ingår i släktet Leptodermis och familjen måreväxter.
Artens utbredningsområde är Vietnam. Inga underarter finns listade i Catalogue of Life.